# Josef Eremiáš
Josef Eremiáš (11. února 1912 – 20. prosince 1983) byl český fotbalový záložník a trenér.

## Hráčská kariéra
Byl odchovancem SK Židenice, za tento klub odehrál na postu středního záložníka tři prvoligové zápasy. Mnohem větších úspěchů ovšem dosáhl na trenérské lavičce.

### Prvoligová bilance
| Ročník          | Zápasy | Góly | Klub        |
| --------------- | ------ | ---- | ----------- |
| I. liga 1934/35 | 2      | 0    | SK Židenice |
| I. liga 1935/36 | 1      | 0    | SK Židenice |
| CELKEM          | 3      | 0    |             |

## Trenérská kariéra
Své praktické zkušenosti rozmnožil o bohaté teoretické znalosti a stal se uznávaným koučem. Nejlepšího umístění s mužstvem Židenic dosáhl v sezoně 1945/46, když Brňané obsadili druhé místo v jedné ze dvou skupin za Slavií Praha. V netradičně hraném ročníku se pak utkali pouze vítězové obou skupin o titul, zatímco druhé celky Židenice a Zlín utkání o pomyslný bronz nesehrály.

Eremiáš měl mezi hráči vysokou autoritu, přestože vyznával spíš přátelský přístup. Když jej chtěl výbor na podzim roku 1946 po několika nevydařených zápasech odvolat, tak se za něj hráči postavili a dokonce pohrozili stávkou. Vedení klubu pak některé z nich distancovalo (opory Kopecký, Trnka a Zapletal), a toto oslabení mužstva vyústilo v sestup z nejvyšší soutěže. U toho už však Eremiáš nebyl, protože v průběhu sezony raději sám rezignoval a nahradil jej známý vídeňský kanonýr Matthias Kaburek.

Později se však oblíbený kouč na lavičku ještě několikrát vrátil. Úspěšné období zažil s Rudou hvězdou, s níž skončil v sezoně 1958/59 na páté příčce ligové tabulky a v roce 1960 pod jeho vedením „Kometa“ vyhrála Spartakiádní pohár, čímž si zajistila vstupenky pro první ročník PVP, a sice 1960/61.

„Byl to vynikající a inteligentní trenér i člověk. Navíc byl velice slušný,“ vzpomínal tehdejší lídr týmu Vlastimil Bubník na trenéra, kterému hráči neřekli jinak než „pan Josef“.

V letech 1944–1948 a 1951–1952 byl trenérem Židenic / Zbrojovky. Od roku 1953 do podzimu 1960 trénoval RH Brno. V PVP 1960/61 vedl tým Rudé hvězdy ve všech čtyřech zápasech Brňanů. Trénoval také židenickou „Čafku“ (dříve MEZ/Spartak Židenice, později ZKL/Zetor Brno).